# Torluk Muara Dolok
Torluk Muara Dolok is een bestuurslaag in het regentschap Padang Lawas Utara van de provincie Noord-Sumatra, Indonesië. Torluk Muara Dolok telt 137 inwoners (volkstelling 2010).